# The Elder Scrolls III: Przepowiednia
The Elder Scrolls III: Przepowiednia (ang. The Elder Scrolls III: Bloodmoon) – drugi i ostatni dodatek do gry komputerowej The Elder Scrolls III: Morrowind, wydany 3 czerwca 2003 na komputery osobiste z systemem operacyjnym Windows. Postać gracza – Nerevaryjczyk – trafia na inspirowaną mitologią nordycką wyspę Solstheim, a jego głównym zadaniem staje się wyjaśnienie kwestii przepowiedni Krwawego Księżyca zwiastującej powrót półboga Hircyna. Dodatek wprowadza nową frakcję, Kompanię Wschodniocesarską, dla której Nerevaryjczyk może założyć na wyspie kolonię górniczą, oraz pozwala na przemianę w wilkołaka. W Przepowiedni dodano bardziej szczegółowe środowisko i efekty pogodowe, w tym zamiecie i śnieżyce.
W odróżnieniu od poprzedniego dodatku – Trójcy – Przepowiednia stawia większy nacisk na akcję i eksplorację, co oddano w projekcie rozgałęziających się zadań, zapewniających graczowi większą swobodę. Dodatek spotkał się z pozytywnym odbiorem ze strony recenzentów, chwalących przede wszystkim projekt i szczegółowość świata oraz rozgałęziające się zadania – zwłaszcza te związane z Kompanią Wschodniocesarską – krytykujących jednak ograniczenia rozgrywki podczas gry jako wilkołak oraz błędy techniczne.

## Rozgrywka
Rozgrywka w Przepowiedni pozostała w większości niezmieniona względem Morrowindu, rozwijając znaną z niego strukturę otwartego świata, który gracz może swobodnie eksplorować. W odróżnieniu od Trójcy, rozgrywającej się w zamkniętym mieście, na potrzeby drugiego dodatku stworzono dużą mapę. Nerevaryjczyk może wybrać się na Solstheim po zapytaniu bohaterów niezależnych (BN) o najnowsze plotki, dzięki czemu zostanie skierowany na statek płynący w kierunku wyspy, bądź znaleźć go na własną rękę. Przepowiednię zaprojektowano jako dodatek przeznaczony dla postaci na co najmniej dwudziestym poziomie doświadczenia, oferujący trudniejszych do pokonania przeciwników, w tym wilki, niedźwiedzie, dziki, rieklingi (śnieżne gobliny) oraz spriggany – leśne duchy, które postać musi pokonać trzykrotnie, zanim zginą. Nerevaryjczyk może wyposażyć się w kilka nowych rodzajów broni i zbroi, w tym ze stalhrimu, norskiego srebra i skóry wilka śnieżnego, oferowanych przez niektórych BN-ów.
Przepowiednia pozwala przemieniać się w wilkołaka. Po ugryzieniu dochodzi do zarażenia chorobą („łubinową ropą”) rozwijającą likantropię, którą można wyleczyć w ciągu trzech dni. Po tym czasie co noc – bez względu na fazę księżyca – Nerevaryjczyk będzie zmieniał się w wilkołaka. W tej postaci dysponuje zdolnością „oko wilka”, zwiększającą jego siłę, sprawność i szybkość, walczyć może jednak wyłącznie pazurami, nie mogąc używać broni, zbroi ani zaklęć, staje się też podatny na obrażenia od srebra. Dodatkowo co noc musi zabić co najmniej jedną osobę, żeby nie utracić zdrowia. Jeżeli BN-owie zobaczą, jak Nerevaryjczyk przemienia się w wilkołaka, wszystkie postacie na zawsze staną się wobec niego wrogo nastawione – nawet za dnia, kiedy znajduje się w normalnej formie.

## Fabuła
Akcja Przepowiedni osadzona jest na Solstheim, wyspie położonej pomiędzy prowincjami Morrowind i Skyrim, której kolonizację zaczęło niedawno Cesarstwo, zarządzające nią z Fortu Śnieżnego. Większość wyspy stanowią dzikie ostępy zamieszkałe przez rdzenne plemiona Nordów, w tym przede wszystkim Skaalów skupionych wokół sali biesiadnej Thirsk. Na południu znajduje się osada Krucza Skała z kopalnią ebonu zarządzaną przez Kompanię Wschodniocesarską. Na wyspie osadzona została także akcja wydanego w 2012 dodatku Dragonborn do The Elder Scrolls V: Skyrim, przedstawiającego ją ponad dwieście lat po wydarzeniach z Przepowiedni.
Po dotarciu na wyspę Nerevaryjczyk otrzymuje od Falksa Cariusa, kapitana Fortu Śnieżnego, zadanie poprawienia w nim morale. Niedługo później fort zostaje zaatakowany, a Carius przepada. Nerevaryjczyk udaje się do wioski Skaalów, gdzie po zdobyciu zaufania ich przywódcy, Tharstena Krwawego Kła, dowiaduje się o klątwie Krwawego Księżyca i pojawieniu się na wyspie wilkołaków, zwiastujących powrót daedrycznego księcia Hircyna. Podczas ataku wilkołaków na wioskę Nerevaryjczyk zaraża się łubinową ropą, a Krwawy Kieł znika. Postać może albo wyleczyć się i bronić wioski wraz ze Skaalami, albo przemienić i zaatakować ją w imieniu Hircyna; w obu przypadkach spełnia przepowiednię i zostaje uprowadzona przez Hircyna, żeby dołączyła do jego Dzikiego Łowu. Wraz z Cariusem i Krwawym Kłem, również uprowadzonymi przez daedrę, Nerevaryjczyk dociera do lodowca Mortrag, gdzie pokonuje aspekt Hircyna i kończy Dziki Łów.
Poza głównym wątkiem fabularnym gracz może zaangażować się w wątek rozbudowania w Kruczej Skale kolonii górniczej. W tym celu zakłada kopalnię, decyduje o tym, jakie sklepy otworzyć oraz rozwiązuje inne sprawy kolonii, takie jak zaginione dostawy, kradzieże czy zagrożenia ze strony miejscowej fauny.

## Proces produkcji
Prace nad Przepowiednią rozpoczęto w listopadzie 2002, niedługo po wydaniu Trójcy, a zakończyły się w maju 2003. Reżyser serii Todd Howard przedstawił koncept dodatku, którego głównymi cechami były „wilkołaki, Nordowie i śnieg”, na czym oparto resztę. Przepowiednię zaprojektowano jako dodatek nastawiony na akcję, zapewniający graczom nowe podziemia, przeciwników i łupy. Dzięki temu odróżniać miał się od Trójcy, będącej dramatem politycznym, w którym – jak przyznała reżyser Ashley Cheng – brakowało otwartego świata, który gracz mógłby eksplorować. Akcję postanowiono osadzić na odosobnionej wyspie z dala od Morrowindu, żeby zminimalizować ryzyko, że dodatek nie będzie współgrał z modyfikacjami stworzonymi przez graczy do podstawowej wersji gry. Nadrzędnym celem Przepowiedni było dodanie wilkołaków, których graczom szczególnie brakowało w Morrowindzie, po tym jak prezentowano je w materiałach przedpremierowych. Główny projektant Mark Nelson przyznał, że obecność wilkołaków była powodem, dla którego w Przepowiedni wprowadzono rozgałęziającą się fabułę – gracze mogą sami zdecydować, czy chcą zostać wilkołakiem, czy wyleczyć się z likantropii, od czego uzależniony był dalszy przebieg głównego wątku fabularnego.
Jak przyznał Howard, po premierze Trójcy twórcy zapoznali się z jej recenzjami i zidentyfikowali kilka problemów, które postanowili poprawić w Przepowiedni. Pierwszy dodatek uznano za znacznie trudniejszy, niż można było się spodziewać, czego powodem było nieskalowanie większości przeciwników do poziomu gracza, często wskazywano też na brak otwartego terenu, który można eksplorować. Projektując Przepowiednię dodano otwarty obszar, zwiększono różnorodność stworzeń, podziemi i łupów, postanowiono odejść od obecnych w Trójcy wątków politycznych na rzecz akcji oraz, w celu zmniejszenia trudności, do poziomu gracza przeskalowano większą liczbę przeciwników.
Dodatek zapowiedziano oficjalnie 14 lutego 2003. Do sprzedaży trafił 3 czerwca w Stanach Zjednoczonych i 27 czerwca w Europie, gdzie jego wydawcą był Ubi Soft. Na Xboksie zadebiutował wraz z Trójcą w ramach reedycji The Elder Scrolls III: Morrowind – Game of the Year Edition 30 października 2003. W Polsce wydany został przez CD Projekt 4 września jako osobne wydawnictwo, a 15 kwietnia 2004 w pakiecie The Elder Scrolls III: Morrowind – Edycja kolekcjonerska z podstawową wersją gry i Trójcą.

## Odbiór
Przepowiednia spotkała się z pozytywnym odbiorem ze strony recenzentów. W agregatorze ocen Metacritic średnia ocen dodatku wynosi 83/100, a w GameRankings 85/100. Recenzenci chwalili powrót do struktury otwartego świata. Steven Bellotti z RPGamera stwierdził, że Solstheim zostało „dobrze zaprojektowane” i odpowiednio zróżnicowane, co stanowiło dobry kontrapunkt dla „zatłoczonej” Twierdzy Smutku z Trójcy oraz „rozległego, ale pustego” Morrowindu.
Z jednogłośną aprobatą spotkał się projekt i krajobrazy wyspy, którą chwalono jako zróżnicowaną i ładnie wyglądającą. Steve Butts z IGN-u pochwalił Przepowiednię jako „wizualną ucztę”, dodając, że „zaśnieżone lasy Solstheimu gwarantują mile widzianą zmianę tempa”, a „efekty śniegu składające się na wirtualne śnieżyce wyglądają tak dobrze, że ma się wrażenie, jakby był to prawdziwy świat”. William Abner z GameSpy stwierdził, że Solstheim „w porównaniu z Morrowindem sprawia wrażenie obcej krainy, a nie obszaru stworzonego na doczepkę”. Chris Anderson z „PC Zone” także chwalił „nowe krajobrazy” i „bujne lasy”, które sprawiały, że „ma się wrażenie, jakby grało się w zupełnie inną grę”.
Recenzenci chwalili także kampanię fabularną i wątek Kompanii Wschodniocesarskiej, w ramach którego spory obszar – Krucza Skała – zmienia się w zależności od podejmowanych przez gracza decyzji. Matthew Peckham z „Computer Games” uznał wątek Kompanii za „genialny” i stwierdził, że „tego właśnie rodzaju pomyślane programowanie odróżnia gry Bethesdy od innych”. Recenzent GameSpotu chwalił „złożoność” wątku Kompanii, uważając, że jest on „co najmniej tak angażujący, jak te z podstawowej wersji, a dodatkowo uwypukla najlepsze aspekty gier fabularnych, jakie ma do zaoferowania ta seria”. Steven Bellotti z RPGamera także uznał, że wątek ten „daje Morrowindowi to, czego brakowało mu przez cały ten czas – możliwości rzeczywistego wpływania na świat wokół postaci”. Według Macieja Ogińskiego z „Clicka!” Przepowiednia, w odróżnieniu od Trójcy, „daje praktycznie nieograniczoną swobodę”, przez co jest swego rodzaju „powrotem do korzeni Morrowind”.
Chociaż wielu recenzentów wymieniało możliwość zamiany w wilkołaka jako jeden z najważniejszych aspektów Przepowiedni, nie byli oni jednomyślni odnośnie do sposobu, w jaki go przedstawiono. Ron Dulin z „Computer Gaming World” krytykował likantropizm, twierdząc, że został on źle zaimplementowany: „konieczność pożywiania się co noc szybko zaczyna nużyć, a ponieważ walczyć można tylko pazurami, walka staje się powtarzalna”. W podobnym tonie wypowiedział się recenzent GameSpotu, który stwierdził, że chociaż granie wilkołakiem jest „bardziej interesującą i stanowiącą większe wyzwanie alternatywą dla normalnej rozgrywki”, to nieustanne atakowanie przez BN-ów po tym, jak ktoś zobaczył przemianę postaci, jest „sztuczną mechaniką, która podkopuje skądinąd imponujący świat przedstawiony”. Zdaniem Bellottiego moce wilkołaka, których nie można zmienić ani ulepszyć, zaprojektowano nieadekwatnie do poziomu trudności dodatku. Ogiński stwierdził, że pomimo licznych ograniczeń, „bycie wilkołakiem może być całkiem przyjemne”, a Piotr Deja z Gier-Online uznał tę mechanikę za „naprawdę świetną”.
Wielu recenzentów zwróciło uwagę, że oprawa graficzna Przepowiedni, w tym użycie bardziej szczegółowych shaderów otoczenia i śniegu, przełożyło się na zmniejszenie wydajności programu. Daniel Wilks z „PC Powerplay” stwierdził, że „piękna oprawa ma swoją cenę w klatkażu – nawet na dobrych komputerach walka w śniegu sprawia, że gra staje się mordęgą”. Recenzent GameSpotu dodał, że chociaż oprawa dodatku jest nawet bardziej imponująca niż Morrowindu, to jeszcze bardziej zwiększa jej wymagania sprzętowe, będące największym problemem, jaki gracze mieli już z podstawową wersją gry. Deja zauważył, że w dodatku nie wyeliminowano błędów graficznych pojawiających się w grze od jej premiery. Ogiński zwrócił uwagę na oprawę dźwiękową, która zmieniła się nieznacznie względem Morrowindu i „w zasadzie w 100 procentach zawierającą to, co do znasz doskonale i słyszysz już od dawna”; dodał także, że chociaż „są jakieś nowe sample”, to „na tyle mało, że bardzo łatwo jest ich w ogóle nie usłyszeć, a co dopiero zapamiętać”.